# Edmund May (Verleger)
Edmund May (geboren 1859; gestorben 1914) war ein deutscher Theaterdirektor, Künstlerischer Leiter, Theateragent und Journalist sowie Verleger.

## Leben
Edmund May und Luise Höpfner waren die Eltern ihres am 30. Januar 1887 in Bartenstein in Ostpreußen geborenen Sohnes und später umbenannten Theaterleiters Gustav (Ludwig) Hartung.
May war Chefredakteur der in Berlin und Wien ab 1894 von H. D. Brachmann herausgegebenen Zeitschrift Theater-Courier. Wochenschrift für Theater, Musik, Literatur und Unterhaltung. 1895 und 1896 redigierte er das Blatt in der „E. May'schen Theateragentur“. Dasselbe Periodikum mit dem neuen Untertitel Centralverkehrsblatt für Bühnenvorstände, Mitglieder und Theaterbesitzer. Offizielles Organ des Theaterdirectoren-Verbandes zeichnete May ebenfalls als Chefredakteur in den Jahren 1897 und 1898, gefolgt von dem bis zum 13. Jahrgang 1906 wöchentlich erschienenen [...] General-Anzeiger für die gesamte Theaterwelt [...] Offizielles Organ des Hilfsvereins deutscher Bühnenangehöriger.
Unterdessen hatte May 1897 die künstlerische Leitung des von dem Bauunternehmer Ferdinand Wallbrecht umgebauten hannoverschen Konzerthauses übernommen.
Edmund May starb 1914.